# Quand vient la nuit (X-Files)
Quand vient la nuit (Darkness Falls) est le 20e épisode de la saison 1 de la série télévisée X-Files. Dans cet épisode, Mulder et Scully enquêtent sur la disparition en pleine forêt d'un groupe de bûcherons.
L'épisode est écrit par le créateur de la série, Chris Carter, qui s'est inspiré de son intérêt pour la dendrochronologie. Son tournage en milieu naturel a été très difficile en raison des conditions météorologiques et de l'isolement des lieux. Il a été accueilli très favorablement par la critique.

## Résumé
Dans la forêt nationale Olympique, État de Washington, plusieurs bûcherons fuient à travers les bois mais sont rattrapés et tués par un essaim de petits insectes verts luminescents. Mulder et Scully enquêtent sur leur disparition et partent dans la forêt, accompagnés du garde forestier Larry Moore et de Steve Humphreys, chef de la sécurité de la compagnie employant les bûcherons. Leur véhicule est immobilisé par des chausse-trapes installés sur la route par des écoterroristes, ce qui les oblige à rallier le campement des bûcherons à pied. Le camp est abandonné et l'équipement de communications détruit. Aux alentours, ils découvrent un cadavre humain recouvert d'un cocon.
Humphreys capture un écoterroriste nommé Doug Spinney, qui nie être responsable de la disparition des bûcherons et conseille au groupe de ne pas sortir la nuit s'ils veulent rester en vie. Le lendemain, ils trouvent un très vieil arbre qui a été coupé illégalement et qui comporte une mystérieuse bande verte dans un de ses anneaux de croissance. Spinney et Mulder échafaudent l'hypothèse que des insectes en hibernation dans l'arbre depuis des siècles ont été réveillés lorsqu'il a été coupé et qu'ils ne craignent que la lumière. Humphreys quitte le camp pour chercher du secours mais, à la nuit tombée, il est tué par un essaim d'insectes. Le lendemain matin, Spinney persuade Mulder de le laisser partir avec un bidon d'essence pour qu'il revienne les chercher avec sa Jeep en panne dans la forêt. Mulder répare la radio et passe un appel de détresse. Néanmoins, Scully et Moore sont furieux après lui car il ne reste que peu d'essence pour le générateur électrique.
Mulder, Scully et Moore passent une nuit éprouvante, et le générateur tombe en panne alors que l'aube pointe. Ils partent à pied et trouvent le cadavre d'Humphreys. Spinney survient peu après à bord de sa Jeep mais, alors que la nuit est tombée, les pneus du véhicule sont crevés par un autre chausse-trappe. Spinney est attaqué par les insectes dès qu'il sort du véhicule. Les créatures entrent ensuite dans la Jeep par la climatisation et s'en prennent à Mulder, Scully et Moore. Des militaires les retrouvent, inconscients et recouverts de cocons mais encore vivants. Un scientifique informe ensuite Mulder, encore convalescent, qu'ils espèrent venir à bout des insectes par une combinaison de pesticides et de défoliants.

## Distribution
- David Duchovny : Fox Mulder
- Gillian Anderson : Dana Scully
- Jason Beghe : Larry Moore (VF : Bernard Metraux)
- Tom O'Rourke : Steve Humphreys (VF : Michel Ruhl)
- Titus Welliver : Doug Spinney

## Production
Chris Carter écrit le scénario de l'épisode en mettant à profit son intérêt pour la  dendrochronologie, une méthode scientifique qui étudie notamment les anneaux de croissance des arbres. Carter imagine que les arbres vieux de plusieurs siècles peuvent agir comme des « capsules temporelles » qui révèleraient des événements passés ou des espèces inconnues. La fin inquiétante et ambigüe de l'épisode s'explique par la profonde méfiance que Carter a pour le gouvernement, ayant grandi à l'époque du scandale du Watergate.
L'épisode est tourné dans la région de Lynn Valley, dans le district de North Vancouver. À l'instar de Projet Arctique, il est conçu comme un « épisode bouteille », genre d'épisodes où le faible nombre de décors et d'acteurs impliqués permet de réduire le budget. Cependant, le mauvais temps et l'isolement des lieux complique le tournage, qui est l'un des plus difficiles de la première saison. L'atmosphère au sein de l'équipe est allégée par la camaraderie unissant David Duchovny à son ami d'enfance Jason Beghe, qui interprète Larry Moore, mais devient assez tendue lors de la fin du tournage. Cette tension culmine dans une violente querelle opposant le réalisateur Joe Napolitano à son premier assistant Vladimir Steffof. Napolitano quitte le tournage et ne dirigera plus d'épisodes de la série par la suite.
Le tournage est tellement retardé par les intempéries que des plans supplémentaires sont filmés à une date ultérieure. Les insectes verts et luminescents sont créés par infographie et ajoutés à l'image durant la phase de postproduction, alors que les gros plans des insectes sont réalisés en utilisant des photographies au microscope de mites.

## Accueil

### Audiences
Lors de sa première diffusion aux États-Unis, l'épisode réalise un score de 8 sur l'échelle de Nielsen, avec 14 % de parts de marché, et est regardé par 12,5 millions de téléspectateurs.

### Accueil critique
L'épisode a été globalement très bien accueilli par la critique. Le site IGN le classe à la 6e place des meilleurs épisodes standalone de la série, mettant en avant ses « rebondissements captivants » et l'intelligence du scénario qui se sert de la situation des personnages pour les faire débattre d'écologie. Erin McCann, du Guardian, le classe parmi les 13 meilleurs épisodes de la série. Dans leur livre sur la série, Robert Shearman et Lars Pearson lui donnent la note de 4,5/5, saluant la simplicité du scénario et la « tension magistrale » qui règne tout au long de l'épisode, les insectes réussissant à être « très effrayants » malgré la faiblesse des effets spéciaux.
Zack Handlen, du site The A.V. Club, le qualifie d'« excellent » épisode dans la veine de Projet Arctique, l'atmosphère de paranoïa en moins mais tout aussi « original et intense ». Matt Haigh, du site Den of Geek, estime que la menace exercée par les insectes est palpable et crédible, et que la fin ouverte de l'épisode lui donne « plus de force et un réel mysticisme ». Le magazine Entertainment Weekly lui donne la note de B, évoquant « une inquiétante excursion loin de toute civilisation » et comportant « un formidable final ». Pour le site Le Monde des Avengers, l'épisode constitue « un sommet de la saison » dans lequel « la structure du récit distille un suspense constant et incandescent », soutenu par « une mise en scène oppressante au possible », le seul bémol étant sa « conclusion un peu légère ».

### Distinctions
Bien que Chris Carter affirme ne pas avoir écrit l'épisode avec un message écologique en tête, l'épisode est récompensé en 1994 par l'Environmental Media Association du prix du « meilleur épisode de série télévisée dramatique comportant un message écologique ».